# Leptogium delavayi
Leptogium delavayi är en lavart som beskrevs av Hue. Leptogium delavayi ingår i släktet Leptogium och familjen Collemataceae.   Inga underarter finns listade i Catalogue of Life.